# Батори, Иштван (ум. 1444)
Иштван Батори (венг. Báthory István, убит 11 ноября 1444 года в битве под Варной) — венгерский дворянин и военачальник, королевский судья (1435—1440).

## Биография
Представитель крупного венгерского аристократического рода Батори (линия Батори-Эчеды). Старший сын жупана комита Сабольч Яноша V Батори (ум. 1416) и Каталины Петёфи де Санто (ок. 1393—1417).
Во время правления венгерского короля Сигизмунда Люксембургского Иштван Батори стал членом созданного королем Ордена Дракона. В более позднее время он занимал должности придворного казначея и судьи. Благодаря карьере Иштвана, семья Батори оказывала в то время значительное влияние на политические дела в Венгерском королевстве. В 1435 году Ишван Батори получи от Сигизмунда Люксембурга должность королевского судьи. Преемник Сигизмунда, Альбрехт Габсбург, подарил Иштвану Батори замок Буяк.
В 1444 году Иштван Батори участвовал в неудачной турецкой кампании польского и венгерского короля Владислава III Варненчика. 11 ноября 1444 года погиб в битве под Варной.

## Семья
Иштван Батори был трижды женат, от которых у него было девять детей:
- Андраш Батори (ум. 1495), королевский конюший
- Иштван Батори (1430—1493), воевода Трансильвании (1479—1493)
- Петер Батори (ок. 1446—1452)
- Пал Батори (ок. 1446—1496)
- Ласло Батори (ум. 1477), ишпан Сатмара и Заранда
- Миклош Батори (ок. 1435—1506), епископ Ваца (1474—1506)
- Маргарита Батори (ок. 1420—1498), жена Михая Силадьи (ум. 1460) и Пала Банфи (ум. 1471/1477)
- Елизавета Батори, жена Яноша Телегди
- Каталина Батори, жена Георгия Марцали (ок. 1411—1456)